# Alexandre Balmer
Alexandre Balmer (* 4. Mai 2000) ist ein Schweizer Radrennfahrer, der im  Strassenradsport und Cross-Country aktiv ist.

## Sportlicher Werdegang
Seit Beginn seiner Karriere im Radsport ist Balmer sowohl im Strassenradsport als auch im Mountainbikesport erfolgreich: 2018, in seinem zweiten Jahr als Junior, wurde er Schweizer Meister im Strassenrennen und Einzelzeitfahren, bei den UEC-Strassen-Europameisterschaften wurde er Zweiter im Strassenrennen und Fünfter im Zeitfahren und bei den UCI-Strassen-Weltmeisterschaften Vierter im Strassenrennen. Bei den Mountainbike-Weltmeisterschaften wurde er Weltmeister mit der Schweizer Staffel und Junioren-Weltmeister im Cross-Country.
Im Juli 2019 verkündete Balmer, auch zukünftig zweigleisig fahren zu wollen. Dazu wurde er zur Saison 2020 Mitglied im MTB-Team Thömus RN Racing sowie im UCI Continental Team Equipe continentale Groupama-FDJ. 2020 wurde er Schweizer U23-Meister auf der Strasse, im UCI-Mountainbike-Weltcup wurde er in Nové Město na Moravě Zweiter im Cross-Country-Rennen der U23.
In der Saison 2021 wurde Balmer erstmals Schweizer U23-Meister im Cross-Country. Im UCI-Mountainbike-Weltcup stand er mit Platz 3 in Nové Město na Moravě erneut auf dem Podium in der U23, bei den Europameisterschaften gewann er mit der Staffel die Silbermedaille und verpasste als Vierter im U23-Rennen nur knapp die Medaillenränge. Auf der Strasse entschied er die Nachwuchswertung der Alpes Isère Tour für sich.
Zur Saison 2022 erhielt Balmer einen Vertrag beim UCI WorldTeam BikeExchange, für das auch schon Nino Schurter Rennen auf der Strasse bestritt. Während er auf der Strasse noch keine zählbaren Erfolge erzielen konnte, gewann er bei den UEC-Mountainbike-Europameisterschaften die Bronzemedaille im Short Track.
Nachdem er 2023 an seine Leistungen nicht anknüpfen konnte, blieb Balmer 2024 zunächst ohne Team. Erst zum Mai erhielt er einen Vertrag beim Team Corratec.

## Erfolge
| 2017 - Schweizer Meister (Junioren) – Einzelzeitfahren 2018 - Europameisterschaften – Strassenrennen - Schweizer Meister (Junioren) – Strassenrennen und Einzelzeitfahren - Gesamtwertung Internationale Junioren Driedaagse 2020 - Schweizer Meister (U23) – Einzelzeitfahren 2021 - Nachwuchswertung Alpes Isère Tour | 2017 - Europameisterschaften (Junioren) – Cross-Country XCO 2018 - Weltmeister – Staffel XCR - Weltmeister (Junioren) – Cross-Country XCO - Europameisterschaften – Staffel XCR 2020 - Weltmeisterschaften – Staffel XCR 2021 - Europameisterschaften – Staffel XCR - Schweizer Meister (U23) – Cross-Country XCO 2022 - Europameisterschaften – Short Track XCC |